# Fiskerlejets Datter
Fiskerlejets Datter er en dansk stumfilm fra 1917, der er instrueret af Hjalmar Davidsen efter manuskript af Carl Gandrup.

## Handling
Denne artikel mangler et handlingsreferat. Hjælp os med at skrive det.

## Medvirkende
- Gunnar Sommerfeldt - Poul Gerner, ung kunstmaler
- Peter Nielsen - Søren Kruse, lods og fisker
- Betzy Kofoed - Kruses hustru
- Agnete von Prangen - Grethe, Kruses datter
- Kai Lind - Jacob, ung fisker
- Aage Hertel - Kunstmaler Martens, Poul Gerners ven
- Peter Jørgensen - Pastor Pagh
- Maggi Zinn